# Raoul Lambert (écrivain)
Pour les articles homonymes, voir Raoul Lambert et Lambert.
Raoul Lambert, né en 1925 à Toulouse et mort en 1994 à Ramonville-Saint-Agne (Haute-Garonne), est un journaliste et écrivain français.

## Biographie
D'abord guitariste de jazz, il devient journaliste radio et metteur en ondes des émissions d'information sur l'antenne de Toulouse-Pyrénées, puis passe à la presse écrite dans La Dépêche du Midi. Outre son travail courant de journaliste, il rédige des chroniques, principalement sous le titre L'Autan des cancans, où se révèle un humour proche du nonsense, qu'on a pu comparer à Alphonse Allais, Alexandre Vialatte, Pierre Dac, entre autres : petites annonces, définitions fantaisistes, chroniques qui parodient les rubriques « locales » de la presse quotidienne. Une part infime de l'ensemble de cette œuvre a été publiée en livres, ainsi que des textes inédits.

## Publications
- Le Grand Fourbi, roman, Transworld Publications, 1970
- L’Autan des cancans, souvenirs de Boalbecq et d'ailleurs, Toulouse, Privat, 1981  (ISBN 978-2-708-99009-8)
- Chroniques démoniaques et drolatiques, illustrations de Jean-Claude Pertuzé, Loubatières, 1987  (ISBN 978-2-862-66079-0)
- Le Dicodingue, éditions du Rouergue, 1992  (ISBN 978-2-905-20965-8)
- Faits divers, brèves et petites annonces, éditions du Rouergue, 2000  (ISBN 978-2-841-56195-7)

## Sources
- Le Dictionnaire de Toulouse, dir. Gérard Santier, Toulouse, Loubatières, 2004.